# Середнє арифметико-геометричне
Середнє арифметико-геометричне — це спільна границя двох послідовностей, середньої арифметичної та середньої геометричної двох заданих чисел a та b.

## Доведення
Нехай нам задано два додатних числа a та b, причому ({\displaystyle a>b}). Утворимо їх середнє арифметичне та середнє геометричне.
{\displaystyle a_{1}={\tfrac {a+b}{2}},\qquad b_{1}={\sqrt {ab}}}
Відомо, що перше середнє більше за друге:
{\displaystyle {\tfrac {a+b}{2}}-{\sqrt {ab}}={\tfrac {1}{2}}(a-2{\sqrt {ab}}+b)={\tfrac {({\sqrt {a}}-{\sqrt {b}})^{2}}{2}}>0}
В той же час, вони містяться між заданими числами:
{\displaystyle \ a>a_{1}>b_{1}>b}
Якщо числа {\displaystyle a_{n}} та {\displaystyle b_{n}} вже визначені, то {\displaystyle a_{n+1}} та {\displaystyle b_{n+1}} визначаються за формулами:
{\displaystyle a_{n+1}={\tfrac {a_{n}+b_{n}}{2}},\qquad b_{n+1}={\sqrt {a_{n}b_{n}}}}
і, як і вище, {\displaystyle a_{n}>a_{n+1}>b_{n+1}>b_{n}}
Таким чином складаються дві варіанти {\displaystyle a_{n}} та {\displaystyle b_{n}}, перша з яких є спадною, а інша зростаючою (на зустріч одна одній). В той же час
{\displaystyle \ a>a_{n}>b_{n}>b}
Так що обидві варіанти обмежені, і відповідно, обидві прямують до кінцевих границь.
{\displaystyle \alpha =\lim a_{n},\qquad \beta =\lim b_{n}}
Якщо в рівнянні
{\displaystyle a_{n+1}={\tfrac {a_{n}+b_{n}}{2}}}
перейти до границь, то отримаємо
{\displaystyle \alpha ={\tfrac {\alpha +\beta }{2}}}
звідкіля
{\displaystyle \ \alpha =\beta }
Таким чином, обидві послідовності прямують до спільної границі {\displaystyle \mu (a,b)}